# Gott ist mein König

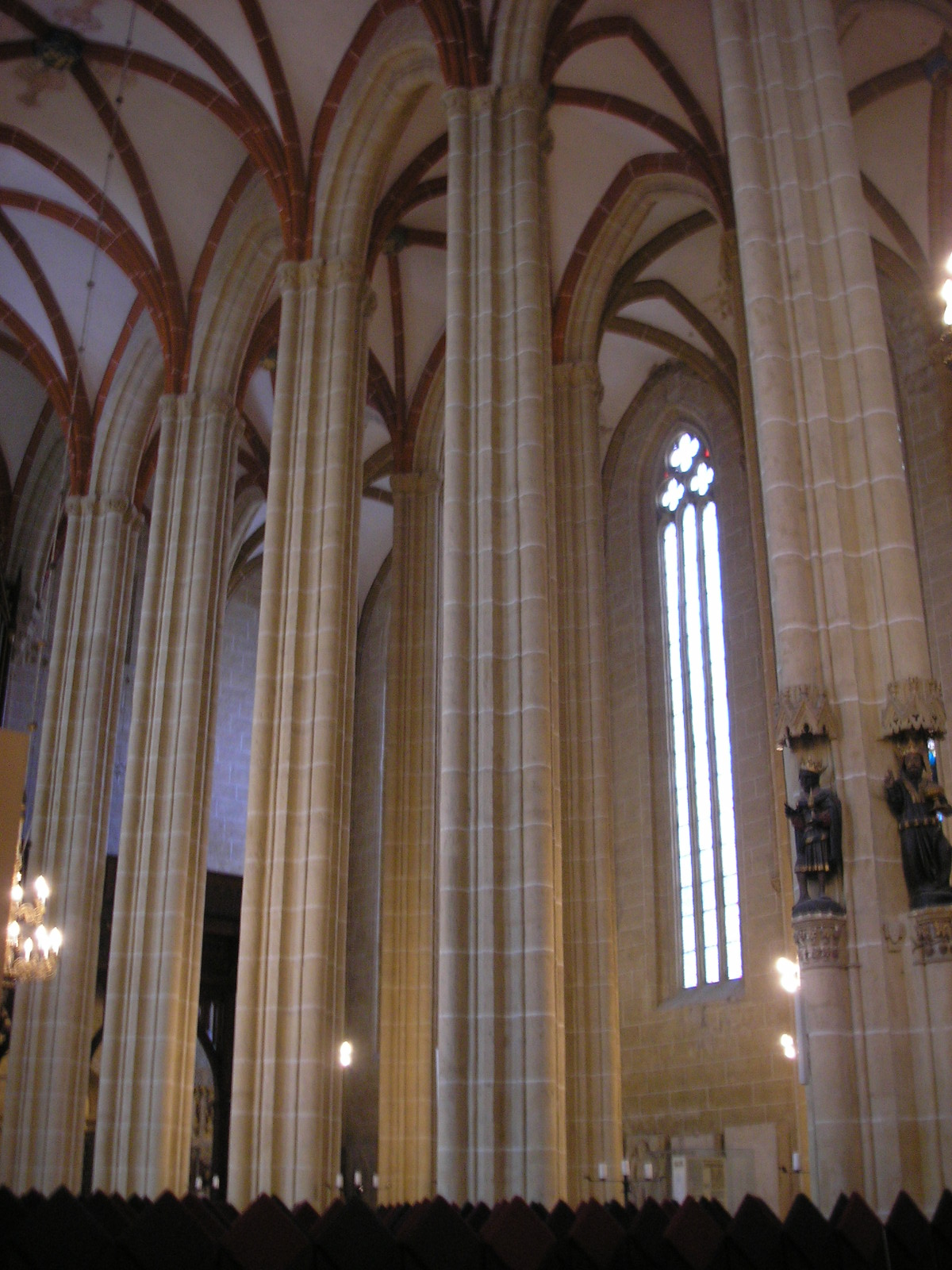
Marienkirche à Mühlhausen

Gott ist mein König (Dieu est mon roi), (BWV 71), est une cantate de Johann Sebastian Bach composée à Mühlhausen (Thuringe) en 1708.

## Histoire et livret
Il s'agit d'une des œuvres de jeunesse de Bach et qui fut jouée pour la première fois le 4 février 1708 à l'inauguration du nouveau conseil municipal de Mühlhausen. Le librettiste est inconnu mais il a été suggéré, sans preuve, que le texte était de Georg Christian Eilmar, le pasteur de l'église principale, la Marienkirche, ardent défenseur des principes luthériens et futur parrain de la première fille de Bach. Il avait commandé à Bach la cantate Aus der Tiefen rufe ich, Herr, zu dir BWV 131 écrite à peu près à la même époque.
Bach était l'organiste de l'église Saint-Blaise depuis le 15 juin 1707 et devait dans le cadre de ses fonctions composer de la musique pour le service destiné à célébrer l'inauguration du nouveau conseil municipal annuel. Il composait peu à l'époque et ses œuvres d'alors étaient principalement destinées à l'orgue. Cette cantate BWV 71 est la première pour orchestre festif comprenant des trompettes et des timbales. 
Étant donné que cette œuvre avait été commandée à Bach par le conseil municipal, c'est une de ses rares compositions spécialement conçues en contrepartie d'une rémunération spécifique. La plupart de ses œuvres ont été écrites dans le cadre des fonctions normales de son emploi.
Celle-ci fut si bien accueillie que Bach reçut commande d'une autre cantate pour le renouvellement du Conseil municipal l'année suivante. Une semaine après l'exécution, le 11 février, le Conseil municipal rétribuait Bach à hauteur de trois thalers impériaux et, chose rare, faisait imprimer l'œuvre.
Bien que la cantate ait été composée pour une cérémonie séculière, elle compte parmi les cantates religieuses du compositeur. De façon appropriée pour la circonstance, les textes peuvent se comprendre comme une méditation sur le passage de l'ancien au nouveau avec des félicitations en style libre pour les nouveaux membres du Conseil.
Le texte se compose essentiellement de passages de la Bible. Les premier et quatrième mouvements sont issus du psaume 74, les autres de Samuel 2, de la Genèse et du Deutéronome.
Le deuxième mouvement, « Ich bin nun achtzig Jahr » (j'ai maintenant quatre-vingt ans, écrit pour orgue seul) fait probablement allusion à Adolf Strecker, l'ancien maire qui venait de quitter son office à l'âge de quatre-vingt-trois ans. Dans ce deuxième mouvement, le sixième verset de l'hymne Gott, du frommer Gott de Johann Heermann vient compléter les citations de la Bible. Dans le chœur final, référence est faite à l'Empereur du Saint-Empire romain germanique et roi d'Allemagne Joseph Ier puisque Mühlhausen était une ville libre (Freie Reichsstadt) du moins officieusement mais en fait une cité impériale (Reichsunmittelbar) et donc soumise à l'autorité de l'Empereur.

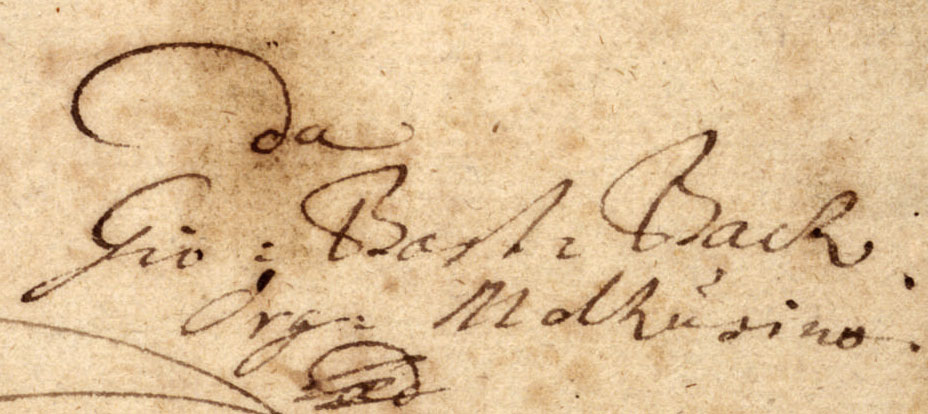
Signature manuscrite de Bach sur la page de couverture de la cantate, « Gott ist mein König », 1708. En italien Gio. Bast. Bach. (Giovanni Bastiano Bach)

## Structure et instrumentation
La cantate est écrite pour quatre solistes (soprano, alto, ténor, basse), chœur à quatre voix, trois trompettes, timbales, deux flûtes à bec, deux hautbois, basson, deux violons, deux altos et orgue obligé.
Il y a huit mouvements :
1. chœur : Gott ist mein Konig
2. aria (ténor) : Ich bin nun achtzig Jaht
3. aria (soprano) : Soll ich auf dieser Welt
4. chœur : Dein Alter sei wie deine Jugend
5. arioso (basse) : Tag und Nacht ist dein
6. aria (alto) : Durch machtige Kraft erhaltst du unsre Grenzen
7. chœur : Du wollest dem Feinde nicht geben
8. choral : Das neue Regiment auf jeglichen Wegen

## Musique
Gott ist mein König est une importante œuvre de jeunesse de Bach. L'absence de récitatif, les arias da capo et les courts mouvements qui s'enchaînent harmonieusement les uns les autres présentent les caractéristiques typiques des cantates du XVIIe siècle. Elle diffère des cantates des autres compositeurs de Mühlhausen à la même époque par son instrumentation particulièrement élaborée. Le sixième mouvement en est le plus connu dans lequel un chœur en homophonie récite avec grande vivacité les mots du psaume 74 « Du wolltest dem Feinde nicht geben die Seele deiner Turteltauben ».
On trouve encore très peu des caractéristiques formelles des cantates de Bach de l'époque de Leipzig dans cette première composition. C'est aussi la première œuvre de Bach à être imprimée (événement inhabituel, payé par la municipalité), la seule cantate imprimée du vivant du compositeur.
- Le premier mouvement « Gott ist mein König » est en do majeur tandis que le deuxième mouvement « Ich bin nun achtzig Jahr » est une aria en mi mineur pour ténor et soprano sur un tempo marqué « andante » avec accompagnement de l'orgue. Le texte pour le ténor provient du deuxième Livre de Samuel et fait allusion à un gouverneur ou à un maire âgé qui veut prendre sa retraite. La soprano intervient peu après et chante le sixième verset du cantique « O Gott, Du Frommer Gott », de Johann Heerman. Le texte évoque l'âme qui se prépare au veil âge puis les voix s'entretissent les unes les autres après quelques moments.

- Le troisième mouvement « Dein Alter sei wie deine Jugend » est une fugue en la mineur pour orgue et chœur dont le texte comprend deux citations de la Bible. La première « Dein Alter sei wie deine Jugend », tirée du Deutéronome peut servir de sujet alors que le contre-sujet « Gott ist mit dir in allem, das du tust », est tiré de la Genèse.

- Le quatrième mouvement « Tag und Nacht ist dein » est une aria en fa majeur pour la basse soliste accompagnée des parties III et IV du chœur ainsi que de l'orgue.

- Le cinquième mouvement « Durch Macht Kraft » est une aria pour alto en do majeur (tempo indiqué « vivace »), accompagnée de la première partie du chœur et de l'orgue. Le texte traite de la guerre et de l'aspiration à la paix, ce qui est une référence à la guerre de Succession d'Espagne qui faisait rage à l'époque.

- Le sixième mouvement « Du wollest dem Feinde nicht geben die Seele deiner Turteltauben  » est une calme pause en do mineur dont tout le texte est issu du psaume, auquel les quatre voix et tous les instruments prennent part hormis les timbales et les trompettes. « Turteltaube » signifie tourterelle et tant les voix du chœur que les violoncelles imitent son chant de différentes façons.

- Dans le septième et dernier mouvement « Das neue Regiment » (en do majeur), toutes les voix participent comme elles l'ont fait dans le premier mouvement. Le texte exprime le désir de réussite du nouveau conseil municipal.

Comme les premiers mouvements étaient consacrés à l'ancien Conseil municipal, les derniers se rapportent au nouveau.
Après un puissant mouvement, la cantate se clôt doucement avec les deux premiers hautbois puis les flûtes à bec qui jouent deux notes à l'unisson. Cet effet de contraste était courant à l'époque où la cantate a été écrite.